# Marrigje Duercant
Marrigje Duercant (geboren 6. September 1601 in Woerden; gestorben 1665 vermutlich in East Hampton, New York) war eine niederländische Siedlerin und die Mutter des ersten Kindes eines Kolonisten im amerikanischen Staat Connecticut.

## Leben
Marrigje Duercant wurde am 6. September 1601 in Woerden geboren. Sie war die Tochter und eines von sechs Kindern des Stadtrats von Woerden Dirk Duercant (gestorben 1605) und Hachin Bastiaens. Als ihr Vater 1605 starb, war sie gerade vier Jahre alt und mit ihren fünf Geschwistern wurden sie zu Weisen. 1624 erhielten Marrigje und ihre beiden Schwestern ihr Erbe. Im selben Jahr wird in den Büchern des Woerdener Waisenhauses der Engländer Lion Gardiner als ihr Ehemann erwähnt. Marrigje muss ihn zwischen 1618 und 1624 geheiratet haben.
Lion Gardiner war 1618 in Woerden als Korporal und Ingenieur stationiert und machte sich Spezialist für den Festungsbau auf dem Höhepunkt des Konflikts zwischen Remonstranten und Kontraremonstranten einen Namen. Es ist nicht bekannt, wie lange sie in den Niederlanden lebten, doch sie bestiegen 1635 mit ihrer Zofe Elizabeth Cole das Schiff The Batchelor, das sie von London nach Boston brachte. Zu der Zeit war Marrigje Gardiner 34 Jahre alt und schwanger. Kurz nach ihrer Ankunft in Amerika, am 29. April 1636 brachte sie ihren Sohn David zur Welt, das erste europäische Kind, das in Connecticut geboren wurde. Zwei Jahre später wurde Tochter Mary geboren. Das Ehepaar Gardiner gehörte nicht zur Kolonie Neu-Niederlande, doch Marrigje Gardiner hielt Kontakt zu ihren Landsleuten in dieser Kolonie. Darüber schrieb David Pietersz. de Vries, als er über sein Treffen mit den Gardiners im Fort Saybrook im Jahr 1639 berichtete. Vermutlich fungierte Marrigje Gardiner als Kontaktperson zwischen den englischen und niederländischen Kolonisten.
Die Insel Manchonat (Isle of Wight, östlich von Long Island), später bekannt als Gardiners Island kaufte Lion Gardiner im Jahr 1639. Dort brachte Marrigje Gardiner am 14. September 1641 ihre Tochter Elizabeth zur Welt. Elizabeth Gardiner Howells Tod im Mutterbett 16 Jahre später führte zum Hexenprozess gegen Elizabeth Garlick. Gardiners Island, das sich über 400 Hektar erstreckt, ist bis heute im Besitz der Nachkommen der Gardiners. Marrigje Gardiner starb 1665.